# Thorstorf
Thorstorf ist ein Ortsteil der Gemeinde Warnow im Landkreis Nordwestmecklenburg in Mecklenburg-Vorpommern.

## Geografie und Verkehrsanbindung
Thorstorf liegt nördlich des Kernortes Warnow. Die Landesstraße L 02 verläuft südöstlich und die B 105 südlich. Südlich liegt der Santower See. Nordöstlich liegt die Wohlenberger Wiek, eine südliche Ausbuchtung der Wismarer Bucht.